# Skate Canada International de 1980
O Skate Canada International de 1980 foi a sétima edição do Skate Canada International, um evento anual de patinação artística no gelo organizado pelo Skate Canada. A competição foi disputada na cidade de Calgary, Alberta, Canadá.

## Eventos
- Individual masculino
- Individual feminino
- Dança no gelo

## Medalhistas
| Evento                        | Ouro                                             | Prata                                     | Bronze                                |
| Individual masculino detalhes | Scott Hamilton · Estados Unidos                  | Brian Pockar · Canadá                     | David Santee · Estados Unidos         |
| Individual feminino detalhes  | Elaine Zayak · Estados Unidos                    | Tracey Wainman · Canadá                   | Claudia Kristofics-Binder · Áustria   |
| Dança no gelo detalhes        | Judy Blumberg · Michael Seibert · Estados Unidos | Karen Barber · Nicky Slater · Reino Unido | Marie McNeil · Robert McCall · Canadá |

## Resultados

### Individual masculino
| Pos.              | Nome           | Nacionalidade  |
| ----------------- | -------------- | -------------- |
| Medalha de ouro   | Scott Hamilton | Estados Unidos |
| Medalha de prata  | Brian Pockar   | Canadá         |
| Medalha de bronze | David Santee   | Estados Unidos |
| 4                 |                |                |
| 5                 |                |                |
| 6                 | Brian Orser    | Canadá         |
| 7                 |                |                |
| 8                 |                |                |
| 9                 | Gary Beacom    | Canadá         |
| ...               |                |                |

### Individual feminino
| Pos.              | Nome                      | Nacionalidade  |
| ----------------- | ------------------------- | -------------- |
| Medalha de ouro   | Elaine Zayak              | Estados Unidos |
| Medalha de prata  | Tracey Wainman            | Canadá         |
| Medalha de bronze | Claudia Kristofics-Binder | Áustria        |
| 4                 |                           |                |
| 5                 |                           |                |
| 6                 |                           |                |
| 7                 |                           |                |
| 8                 |                           |                |
| 9                 | Kathryn Osterberg         | Canadá         |
| 10                |                           |                |
| 11                |                           |                |
| 12                |                           |                |
| 13                |                           |                |
| 14                |                           |                |
| 15                | Sandra Mattiussi          | Canadá         |
| ...               |                           |                |

### Dança no gelo
| Pos.              | Nome                            | Nacionalidade  |
| ----------------- | ------------------------------- | -------------- |
| Medalha de ouro   | Judy Blumberg / Michael Seibert | Estados Unidos |
| Medalha de prata  | Karen Barber / Nicky Slater     | Reino Unido    |
| Medalha de bronze | Marie McNeil / Robert McCall    | Canadá         |
| 4                 | Elisa Spitz / Scott Gregory     | Estados Unidos |
| 5                 | Kelly Johnson / Kris Barber     | Canadá         |
| 6                 | Joanne French / John Thomas     | Canadá         |
| 7                 | Gina Aucoin / Peter Ponikau     | Canadá         |
| ...               |                                 |                |

## Quadro de medalhas
| Ordem | País           | Medalha de ouro | Medalha de prata | Medalha de bronze |   | Ordem por total |
| ----- | -------------- | --------------- | ---------------- | ----------------- | - | --------------- |
| 1     | Estados Unidos | 3               |                  | 1                 | 4 | 1               |
| 2     | Canadá         |                 | 2                | 1                 | 3 | 2               |
| 3     | Reino Unido    |                 | 1                |                   | 1 | 3               |
| 4     | Áustria        |                 |                  | 1                 | 1 | 3               |
| TOTAL | TOTAL          | 3               | 3                | 3                 | 9 | —               |